# Vieux-Lixheim
Vieux-Lixheim é uma comuna francesa na região administrativa de Grande Leste, no departamento de Mosela. Estende-se por uma área de 6,45 km². Em 2010 a comuna tinha 260 habitantes (densidade: 40,3 hab./km²).